# Faune des États-Unis

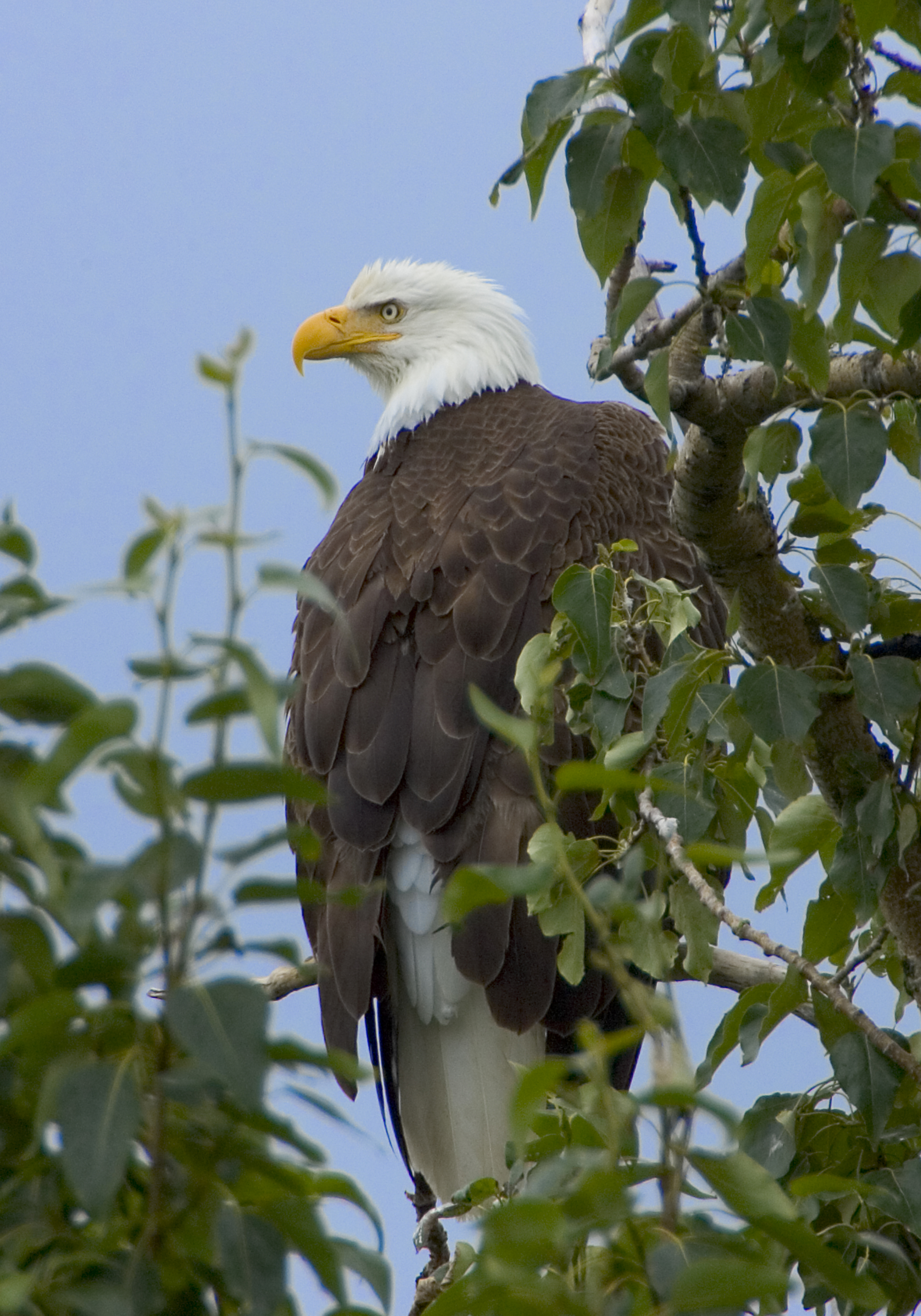
Le pygargue à tête blanche est l'oiseau national des États-Unis et apparaît sur son grand sceau. L'aire de répartition du pygargue à tête blanche comprend tous les États-Unis contigus et l'Alaska.

La faune des États-Unis d'Amérique est constituée de tous les animaux vivant dans les 48 États américains contigus et dans les mers et îles environnantes, dans l'archipel hawaïen, en Alaska dans l'Arctique et dans plusieurs territoires insulaires du Pacifique et des Caraïbes. Les États-Unis abritent de nombreuses espèces endémiques qui ne se trouvent nulle part ailleurs sur Terre. Avec la majeure partie du continent nord-américain, les États-Unis se trouvent dans les zones fauniques néarctique, néotropique et océanique et partagent une grande partie de leur flore et de leur faune avec le reste du supercontinent américain.

## Présentation des états-unis
Les États-Unis, de par leur vaste superficie et leur diversité géographique, font partie des 17 pays mégadivers de biodiversité. Ainsi, le pays compte parmi les plus diversifiés au niveau de la faune. On estime par exemple que 432 espèces de mammifères habitent les États-Unis, ce qui en fait le cinquième pays au monde pour le nombre d'espèces (après le Brésil, l'Indonésie, le Pérou et le Mexique). Il existe également plus de 800 espèces d'oiseaux et plus de 100 000 espèces d'insectes connues. On recense 311 reptiles, 295 amphibiens et 1 154 espèces de poissons. Parmi les animaux existant dans les 48 états contigus, on trouve le cerf de Virginie, le lynx roux, le raton laveur, le rat musqué, la mouffette rayée, la chouette effraie, le vison d'Amérique, le castor du Canada, la loutre de rivière d'Amérique du Nord et le renard roux. Le faucon à queue rousse est l'un des faucons les plus largement distribués non seulement aux États-Unis, mais dans les Amériques. 
D'immenses parties du pays avec la faune indigène la plus représentative sont protégées en tant que parcs nationaux. En 2020, les États-Unis comptaient plus de 6 770 parcs nationaux ou zones protégées, totalisant plus de 2 607 131 km2. Le premier parc national a été le parc national de Yellowstone dans l'État du Wyoming, créé en 1872. Le parc national de Yellowstone est considéré comme le meilleur représentant de la mégafaune aux États-Unis. Le parc compte 67 espèces de mammifères, dont le bison, le loup gris, le lynx menacé et le grizzli.

## Ouest américain

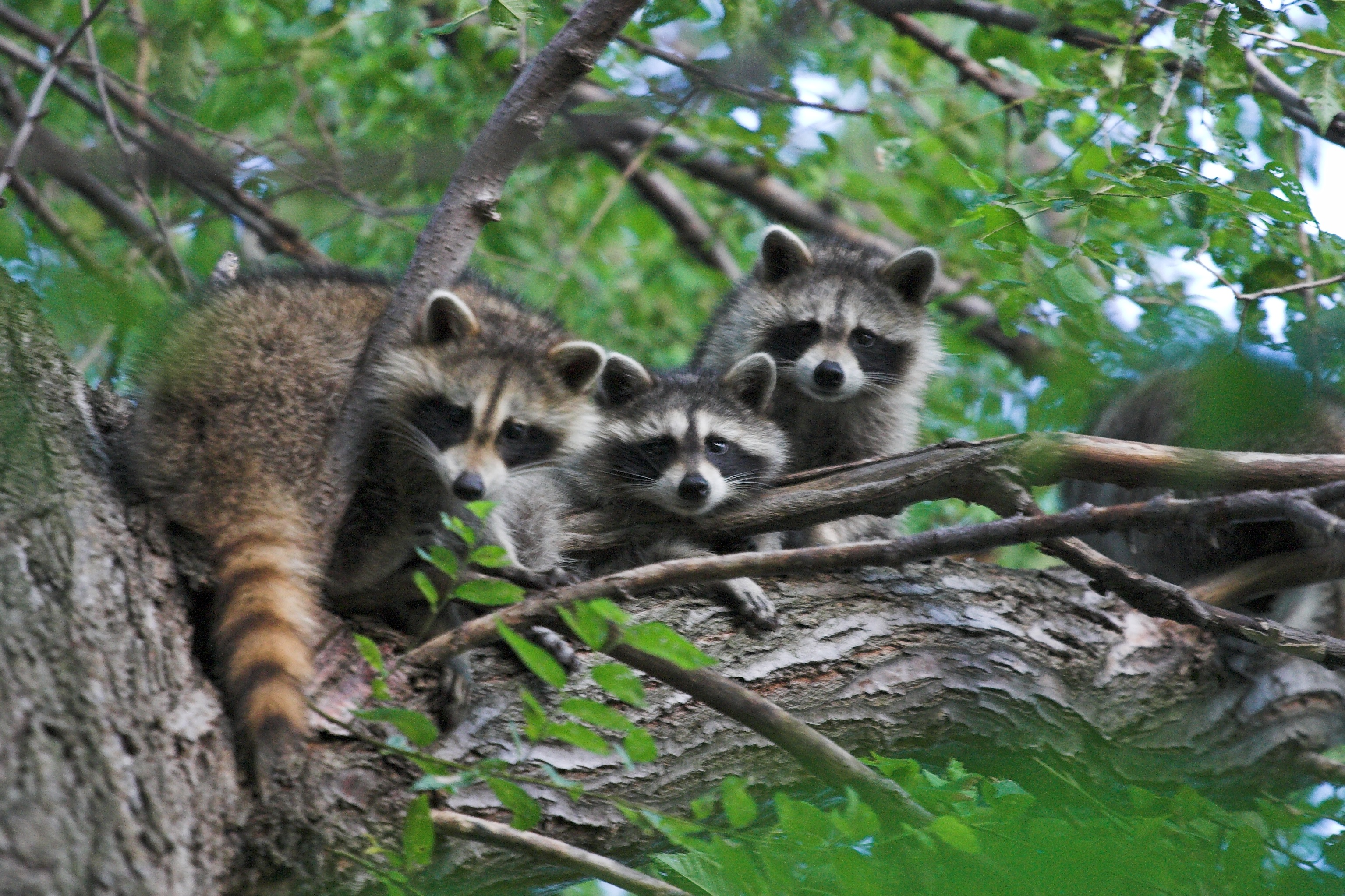
Le raton laveur est répandu dans les 48 États contigus.

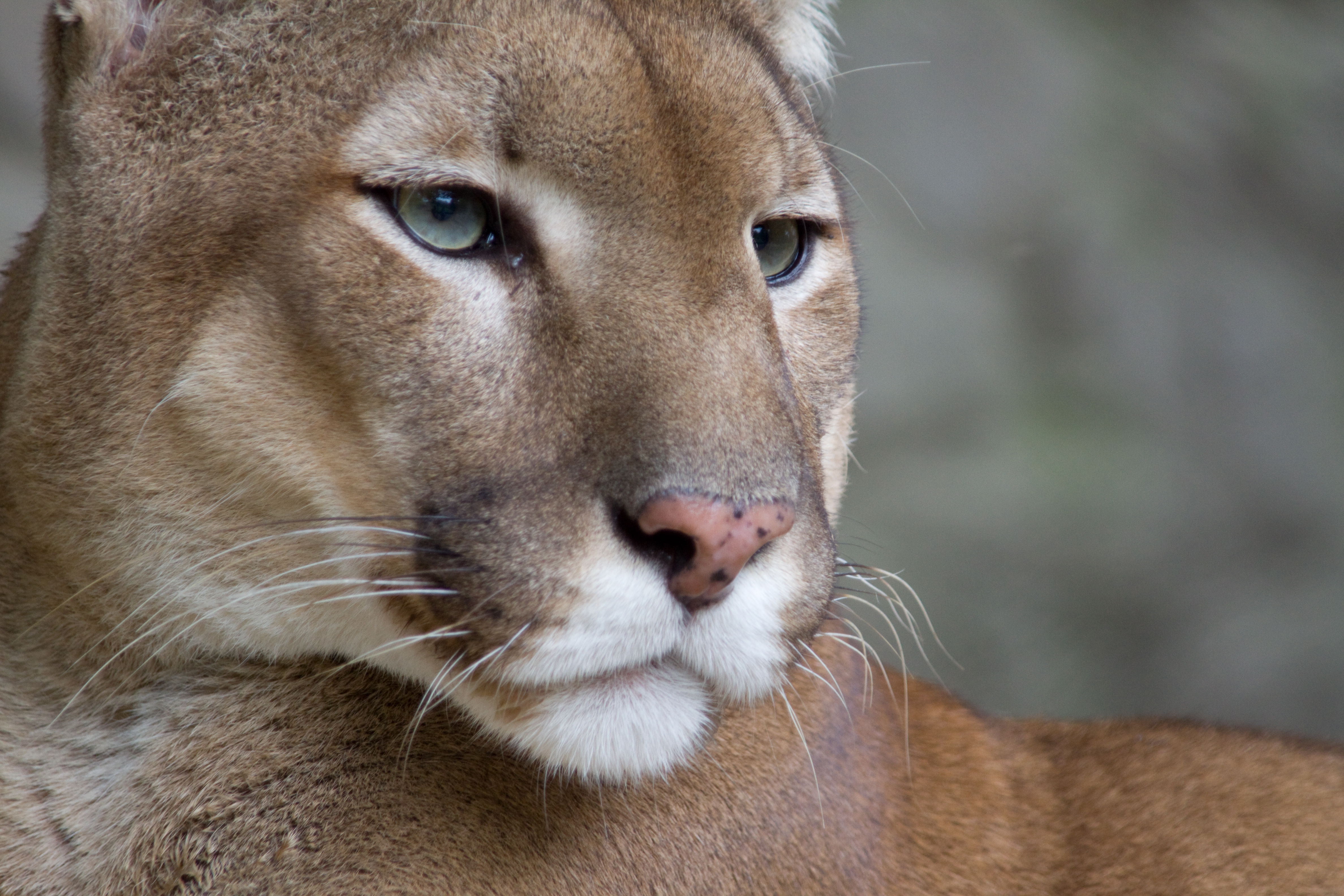
Les pumas vivent dans l'ouest des États-Unis

Les écorégions et l'écologie de l'Ouest américain sont extrêmement variées. Les vastes étendues vont des dunes de sable de l'écorégion du bassin central et de la chaîne de montagnes, qui constitue une grande partie de l'État du Nevada, à l'écosystème des North Cascades dans l'État de Washington, qui compte la plus grande concentration de glaciers alpins actifs des 48 États continentaux. Les zones densément boisées du nord de la Californie, de l'Oregon, de Washington, de l'Idaho et du Montana ont principalement des espèces adaptées à la vie dans les climats tempérés, tandis que le sud de la Californie, du Nevada, de l'Arizona, le sud de l'Utah et du Nouveau-Mexique ont une faune qui ressemble à celle des déserts secs avec des températures extrêmes.
La côte continentale ouest des États-Unis, tout comme la côte est, varie d'un climat plus froid à plus chaud du nord au sud. Peu d'espèces vivent sur toute la côte ouest, cependant, il y en a certaines, comme le pygargue à tête blanche qui habite à la fois les îles Aléoutiennes d'Alaska et les îles Channel Islands de Californie.  

### Mammifères
Dans la plupart des États de l'ouest des États-Unis, on trouve des cerfs mulets, des écureuils antilopes à queue blanche, des pumas, des blaireaux américains, des coyotes, ainsi que des mustangs, chevaux sauvages.
Alors que l'ours noir américain vit dans la majeure partie des États-Unis et des États de l'Ouest, les ours bruns et les grizzlis sont plus communs dans le nord-ouest (et en Alaska). L'opossum de Virginie, seul marsupial d'Amérique du Nord, se rencontre dans les régions côtières de l'Oregon et de Washington. Le cerf de Virginie, le cerf mulet et le wapiti sont les plus grands cervidés. Le castor et le castor de montagne d'Amérique du Nord vivent dans les zones boisées de Washington, de l'Oregon et du nord de la Californie. Le renard nain vit dans tout l'Arizona, le Nouveau-Mexique et l'Utah, tandis que le renard gris se rencontre dans tout l'ouest des États-Unis. Le renard roux se rencontre principalement dans les États de l'Oregon et de Washington. Le raton laveur et la mouffette tachetée sont présents dans tout l'Ouest, tandis que le bassaris à queue annelée se rencontre dans tout l'Arizona, le Nouveau-Mexique, l'ouest du Texas, l'Utah, le Colorado et la majeure partie de la Californie. Le porc-épic d'Amérique (ou ourson coquau), seul porc-épic du continent, est assez bien répandu dans la région. Le coati brun (ou coati à nez blanc) est une espèce d'Amérique centrale dont la répartition remonte jusqu'au sud de l'Arizona et du Nouveau-Mexique. La chèvre des montagnes Rocheuses et la marmotte des Rocheuses se répartissent dans les montagnes du Nord-Ouest. Le pika, l'écureuil d'Abert et le tamia mineur vivent dans les forêts de l'Ouest. Le lièvre de Californie, la souris des cactus et le rat-kangourou sont des rongeurs adaptés aux zones arides. On trouve plusieurs espèces de spermophiles, dont le spermophile de Californie. 
Le long de la frontière sud-ouest, on peut même trouver quelques rares jaguars et des ocelots, qui sont des espèces sud-américaines. 
Le long de la côte ouest, il existe plusieurs espèces de baleines, de loutres de mer, d'otaries de Californie, d'otaries de Steller, de phoques et d'éléphants de mer du Nord.  

### Reptiles
Dans les régions arides et désertiques de Californie, du Nevada, de l'Arizona et du Nouveau-Mexique, on trouve certains des lézards, des serpents et des scorpions les plus venimeux du monde. Les plus notoires sont le monstre de Gila et le serpent à sonnettes de Mohave, tous deux trouvés dans les déserts du sud-ouest. Le désert de Sonora compte à lui seul onze espèces de serpents à sonnettes - plus que partout ailleurs au monde : crotale diamantin de l'Ouest, crotale cornu, crotale de l'Ouest... On rencontre plusieurs sortes de lézards à cornes (phrynosomes), le gecko à bandes ainsi que l'iguane du désert et le chuckwalla, iguanes des déserts de Californie, d'Arizona et du Nevada, et les deux seules espèces d'hélodermes connus, sauriens venimeux. La tortue du désert y vit également. Enfin, la région abrite les deux seules espèces de boas (boa-caoutchouc) d'Amérique du Nord. On trouve dans les déserts plusieurs espèces de scorpions, dont le scorpion velu, et d'araignées, comme la veuve noire.   

### Oiseaux
L'oiseau emblématique des déserts du sud-ouest est le grand géocoucou (ou Roadrunner), rendu célèbre par le dessin animé Bip Bip et le coyote. On y trouve aussi des vautours américains (urubu à tête rouge, urubu noir) et la chouette des terriers. Mais l'oiseau le plus impressionnant reste le rarissime condor de Californie, qui était en voie d'extinction, et qui a été réintroduit avec succès dans le sud de la Californie et en Arizona, où l'on compte maintenant près de 300 oiseaux en liberté. Quelques espèces de colibris, oiseaux tropicaux (colibri Calliope, colibri d'Anna, colibri de Costa) se trouvent dans l'extrème sud-ouest et sur la côte sud ouest.

### Channel Islands
Le parc national des Channel Islands comprend cinq des huit îles Channel de Californie. Les îles Channel font partie de l'une des biosphères marines les plus riches du monde. De nombreuses espèces uniques de plantes et d'animaux sont endémiques, comme le renard gris insulaire, la mouffette tachetée des Channel Islands, le geai de Santa Cruz, le pétrel-tempête cendré, le lézard Scélopore de Beck, le lézard Xantusia riversiana, la salamandre Batrachoseps pacificus, le mouflon de Santa Cruz, la pie-grièche migratrice de San Clemente et le bruant de Bell. Les autres animaux des îles comprennent l'otarie de Californie, la murène de Californie, la demoiselle de Garibaldi, le pygargue à tête blanche et le troupeau de bisons non indigènes de l'île Catalina.  

## Sud des États-Unis

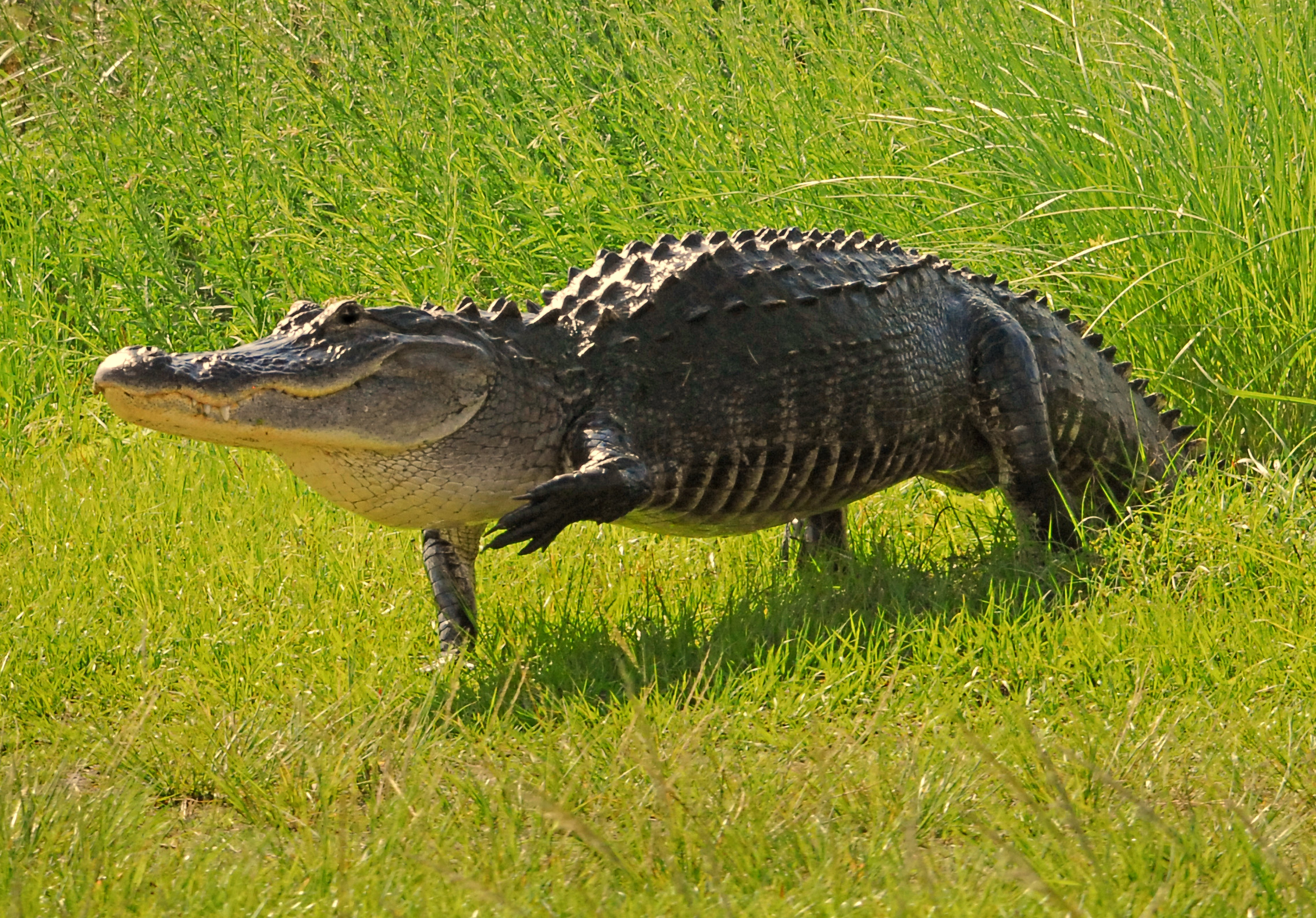
L'alligator américain est endémique à neuf États du sud-est et est le reptile officiel des États de Floride, de Louisiane et du Mississippi.

Le Sud présente une grande variété d'habitats, des bayous en Louisiane, des marais côtiers et des forêts de pins à l'est dans les Carolines, des collines à travers le Tennessee et le Kentucky, du désert dans l'ouest du Texas, des montagnes de Virginie-Occidentale et des prairies à herbes hautes dans le Missouri, en Oklahoma, et dans le Texas Panhandle.  

### Mammifères
Les espèces animales présentes dans tout le Sud comprennent l'opossum de Virginie, le pécari à collier, le bassaris à queue annelée et le tatou à neuf bandes. 
Le renard gris et le renard roux se trouvent dans tout le sud, tandis que le renard véloce se rencontre dans le nord du Texas et de l'Oklahoma. Le coati à nez blanc habite dans les parties sud du Nouveau-Mexique et du Texas. Il y a également eu des mentions de jaguars et d'ocelots dans le sud du Nouveau-Mexique et du Texas. L'ours noir américain est rencontré dans les bois d'États tels le Missouri, l'Arkansas, la Louisiane, la Floride et les Carolines, et le cerf de Virginie est fréquent dans tous les États du sud.
Le longhorn du Texas est le mammifère officiel de l'État du Texas. Le porc-épic d'Amérique et le castor d'Amérique sont répandus dans tout le sud, à l'exception de la Floride. Les lapins sont communs dans le Sud; le lapin à queue blanche est commun dans toute la région, tandis que le lapin d'Audubon et le lièvre de Californie se rencontrent principalement au Texas, en Oklahoma et au Nebraska. Le lapin des marais se trouve dans les zones humides du Mississippi, de l'Alabama, de la Louisiane et de l'Arkansas. Des dizaines de milliers de mouflons d'Amérique (bighorns) vivent dans le sud-ouest des États-Unis. Le très rare jaguar nord-américain a été quelquefois aperçu en Arizona, au Texas, au Nouveau-Mexique. 
Le ragondin est une espèce intrusive qui prospère dans les zones marécageuses. 

### Reptiles
L'alligator américain vit dans une grande partie du Sud - y compris tous les États côtiers de la Caroline du Nord au Texas, ainsi que dans l'État intérieur de l'Arkansas - tandis que le crocodile américain moins répandu ne se trouve que dans le sud de la Floride. Le mocassin d'eau est une vipère semi-aquatique répandue dans tout le sud-est. La tortue serpentine alligator et plus de quarante autres espèces de tortues se trouvent dans les marécages du sud des États-Unis. Parmi les autres espèces à prospérer dans les zones humides du sud, on trouve l'anolis de Caroline, la tortue musquée carénée, le scinque à tête large et le scinque de charbon.

### Oiseaux
Le pélican brun, que l'on trouve sur toutes les côtes du golfe du Mexique, est l'emblème de la Louisiane : l'oiseau figure sur le drapeau de l'État, qui est d'ailleurs surnommé Pelican State. L'aigrette garzette américaine est assez répandue.

### Floride
Grâce à la présence de nombreuses zones humides (Everglades...), son climat chaud, ses îles et ses récifs coralliens, la Floride de regorge de nombreux biotopes qui permettent à une faune spécifique de s'y développer. La mangrove accueille par exemple le pélican blanc d'Amérique, le balbuzard pêcheur, le cormoran et le pygargue à tête blanche. Le raton laveur se nourrit des coquillages. Les crabes violonistes se cachent dans le sol à marée basse en favorisant l'oxygénation du sol bénéfique pour les arbres. Les nombreux lacs de l'État sont parfois peuplés de l'Alligator d'Amérique qui peut atteindre près de quatre mètres tandis que le plus rare crocodile américain évolue au sud de la Floride. La panthère de Floride est l'un des félins les plus rares au monde. Le cerf des Keys est une espèce endémique (archipel des Keys), tout comme le lapin palustre. Chez les oiseaux, le tantale d'Amérique, l'anhinga d'Amérique, l'ibis blanc, l'ibis rouge, la spatule rosée, le milan des marais et le flamant des Caraïbes profitent des nombreuses zones humides. Le caracara du Nord est le seul caracara, sorte de faucon sud américain, à vivre sur le sol américain.  
La faune marine comprend des lamantins, des tortues de mer et des marsouins. 

## Centre des États-Unis

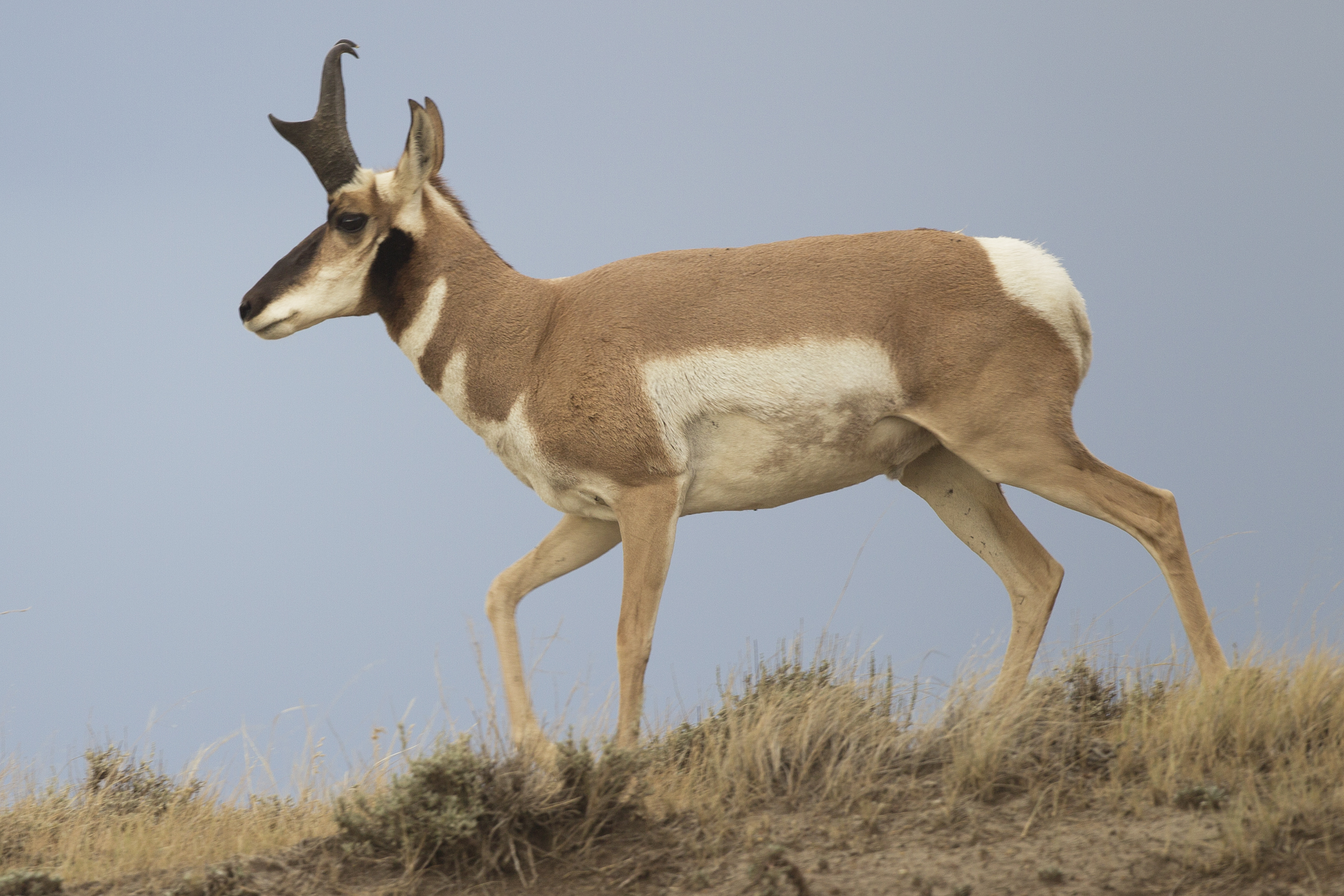
Le pronghorn est le mammifère terrestre le plus rapide de l'hémisphère occidental et peut atteindre des vitesses allant jusqu'à 88 km/h.

Dans la Prairie américaine et les Grandes Plaines du centre des États-Unis, vivent principalement des animaux adaptés à la vie dans les herbes hautes.  

### Mammifères
Les mammifères indigènes comprennent le bison d'Amérique, le lapin à queue noire, le lièvre de Californie, le coyote des plaines, le chien de prairie à queue noire, le rat musqué, l'opossum, le raton laveur, le tétras de prairie, le cerf de Virginie, le renard véloce, l'antilope d'Amérique, le spermophile de Franklin et plusieurs autres espèces d'écureuils terrestres. Le putois à pieds noirs, autrefois considéré comme éteint, a été réintroduit avec succès dans la Prairie, mais reste rarissime (700 individus en 2010). 
Peut-être l'animal le plus emblématique de la prairie américaine, le bison d'Amérique, parcourait autrefois les plaines centrales. Les bisons étaient d'une importance cruciale pour les sociétés amérindiennes du centre des États-Unis. Ils ont presque disparu au XIXe siècle, mais ont fait récemment une réapparition dans les grandes plaines. Aujourd'hui, le nombre de bisons est remonté à environ 200 000 ; ils vivent dans des parcs et des ranchs. En mai 2016, le bison devient le mammifère officiel des États-Unis à la suite de la promulgation du National Bison Legacy Act,.
Les chiens de prairies et les lapins vivent dans les Grandes Plaines et les régions voisines; le lièvre de Californie se trouve au Texas, en Oklahoma, au Nebraska et au Kansas, le lièvre de Townsend dans le Dakota, le Minnesota et le Wisconsin, le lapin de marais dans les zones humides du Texas, et le lapin à queue blanche est commun au Texas, en Oklahoma, au Kansas, au Nebraska, dans les Dakotas et tous les États de l'est des États-Unis. 

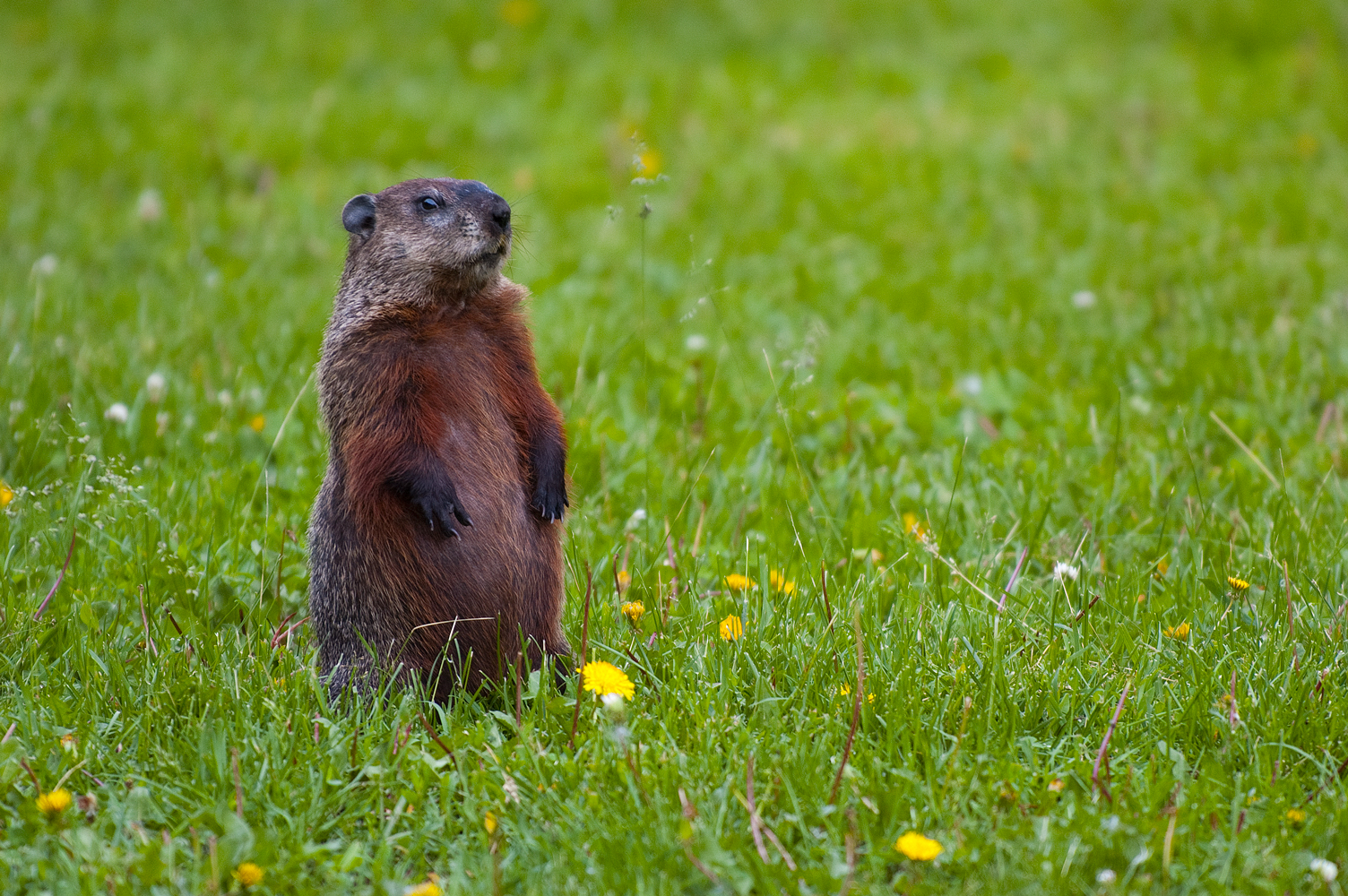
La marmotte est une espèce commune de l'Iowa, du Missouri et des parties orientales du Kansas, du Nebraska et de l'Oklahoma.

La marmotte est répandue dans l'Illinois, l'Iowa, le Missouri et le Minnesota. L'opossum de Virginie se rencontre dans les États du Missouri, de l'Indiana, de l'Iowa, de l'Oklahoma, du Nebraska et du Kansas. 
Le tatou à neuf bandes se trouve dans le Sud et également au Missouri, au Kansas et en Oklahoma. Le rat musqué est commun dans tout le centre des États-Unis, à l'exception du Texas, tandis que le castor du Canada est répandu dans chaque État central. 

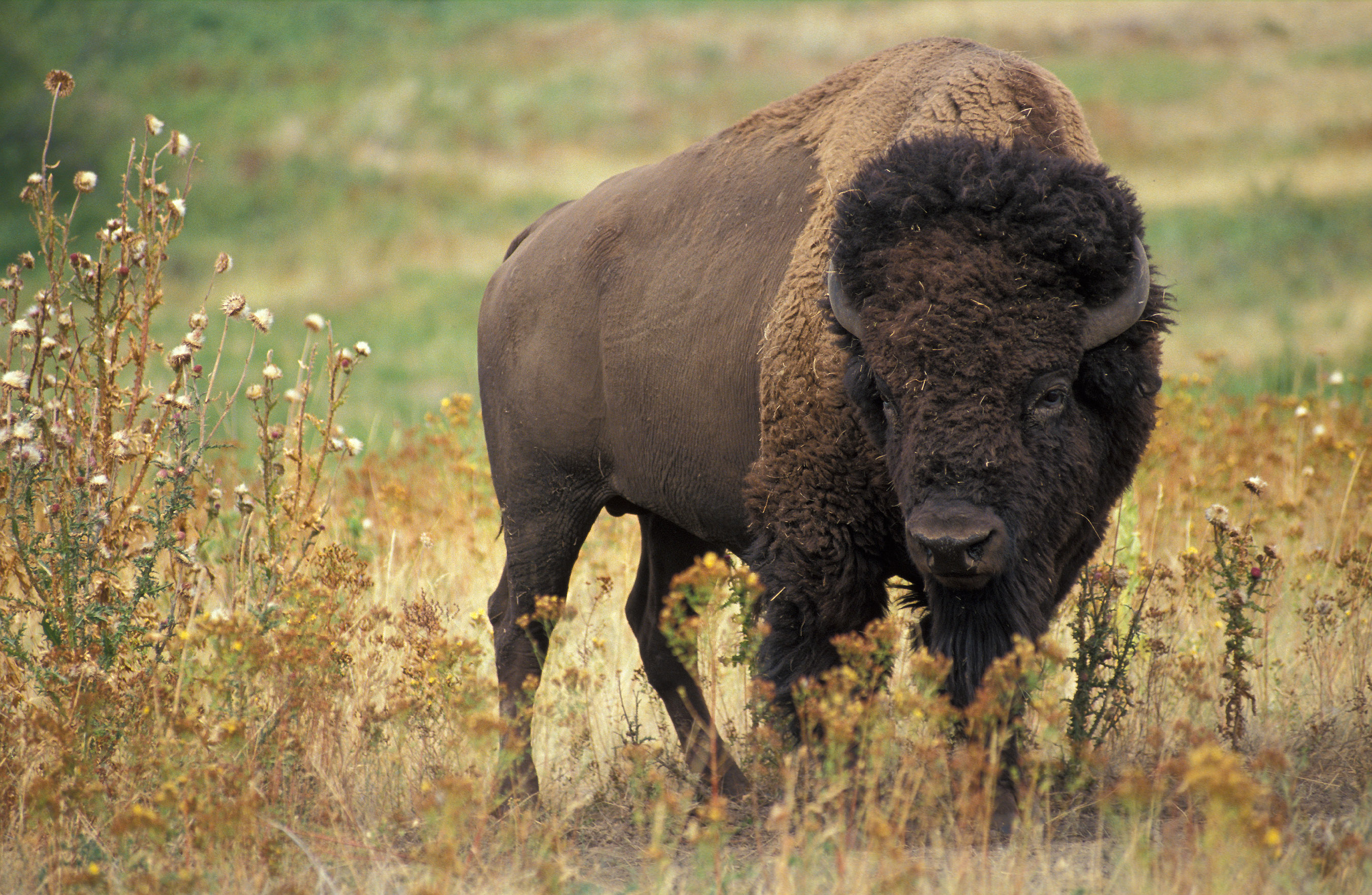
Le bison d'Amérique est l'animal terrestre le plus lourd d'Amérique du Nord et peut mesurer jusqu'à 2 mètres et peser plus d'une tonne.

Parmi les espèces communes à chaque État central on peut citer le renard roux, le lynx roux, le cerf de Virginie, le raton laveur, la mouffette tachetée de l'Est, la mouffette rayée, la belette à longue queue, le blaireau et le castor américain. Le sanglier est commun dans le Sud, tandis que le vison américain vit dans tous les États centraux à l'exception du Texas. La belette d'Europe se trouve autour des Grands Lacs ainsi qu'au Nebraska, dans les Dakotas, au Minnesota, en Iowa, dans l'Illinois, le Michigan et le Wisconsin. 
Le renard gris se rencontre dans l'Iowa, le Missouri, l'Oklahoma, le Texas et également dans la région des Grands Lacs. Le bassaris à queue annelée est répandu dans la région sud, y compris au Texas, au Missouri et en Oklahoma. Il existe de nombreuses espèces d'écureuils dans les parties centrales des États-Unis, notamment l'écureuil renard, l'écureuil gris de l'Est, l'écureuil terrestre de Franklin, l'écureuil volant du sud et l'écureuil terrestre à treize bandes. Les campagnols comprennent le campagnol des prairies, le campagnol des bois et le campagnol des prés. Le gaufre à poche des plaines vit dans les grandes plaines. Les musaraignes comprennent la musaraigne cinereus, la musaraigne du sud-est, la petite musaraigne d'Amérique du Nord et la musaraigne à queue courte d'Elliot. 

### Oiseaux
Le dindon sauvage est particulièrement bien représenté dans la zone. Dans les régions montagneuses de l'intérieur des terres, c'est là que le pygargue à tête blanche peut être le plus fréquemment observé. 

### Reptiles et amphibiens
Les reptiles incluent les serpents taureaux, le lézard à collier commun, la tortue serpentine commune, les tortues musquées, la tortue à boue jaune, la tortue peinte, le serpent à sonnettes, le crotale diamantin de l'ouest et le serpent à sonnettes des prairies. Parmi les amphibiens typiques trouvés dans la région, l'amphiume à trois doigts, le crapaud vert, la salamandre d'Oklahoma, l'urodèle sirène et le crapaud des plaines.

## Est des États-Unis

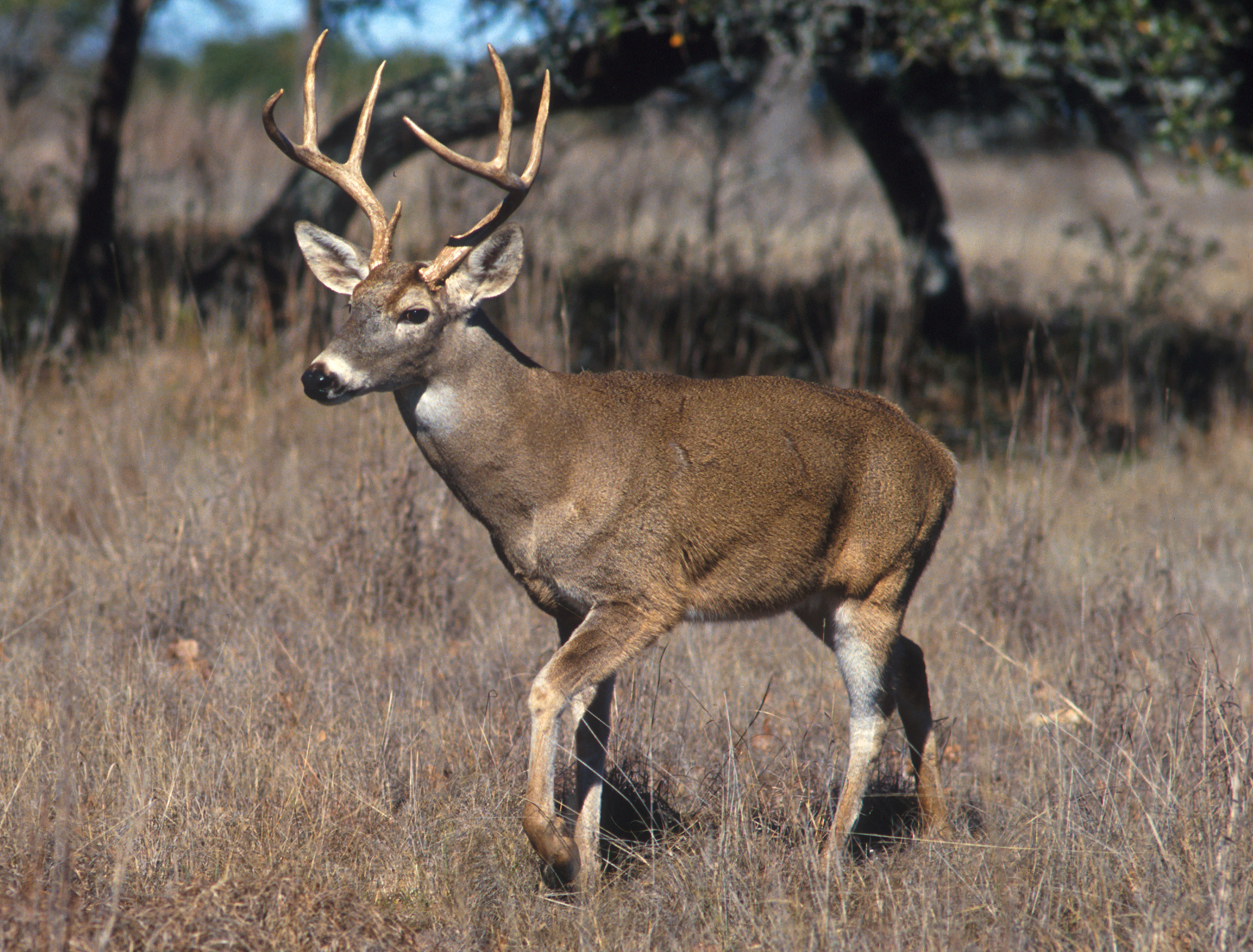
Le cerf de Virginie est commun dans tous les États de l'Est.

Dans les Appalaches et dans l'est des États-Unis, de nombreux animaux vivent dans des habitats forestiers. Ils comprennent les cerfs, les lapins, les rongeurs, les écureuils, les lièvres, les pics, les hiboux, les renards et les ours. La région de la Nouvelle-Angleterre est particulièrement célèbre pour son crabe et le homard américain vivant le long de la majeure partie de la côte atlantique.  

### Mammifères
Parmi les mammifères présents dans tout l'est des États-Unis, on recense le renard roux et le renard gris, le castor nord-américain, le porc-épic d'Amérique, l'opossum de Virginie, la taupe à queue glabre, le coyote, le cerf de Virginie, le vison d'Amérique, la loutre de rivière d'Amérique et la belette à longue queue. Le lynx roux, le raton laveur et la mouffette rayée vivent dans tous les États de l'Est. L'ours noir américain vit dans la majeure partie de la Nouvelle-Angleterre, de New York, du New Jersey, de la Pennsylvanie, du Maryland, des Virginies et de certaines parties des Carolines et de la Floride. 

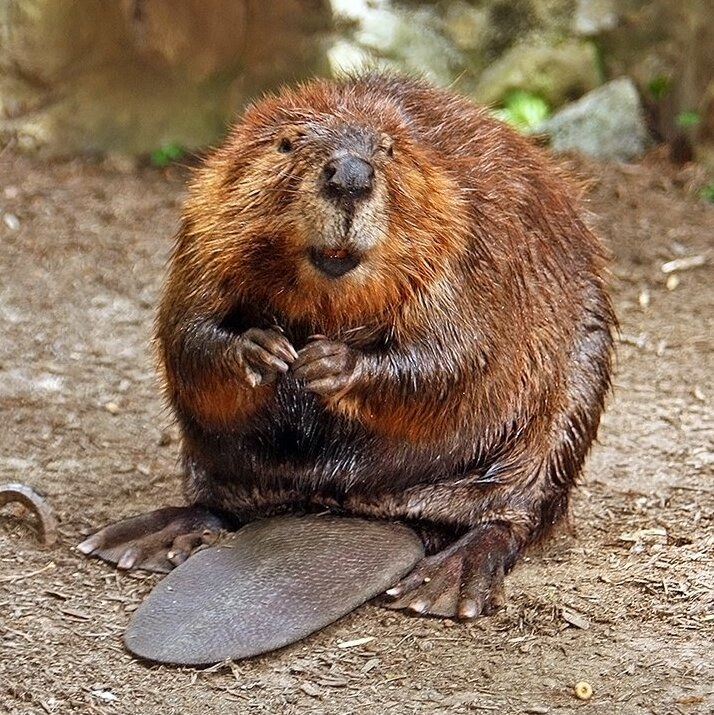
Le castor américain se trouve partout aux États-Unis, sauf en Floride, au Nevada et à Hawaï.

Les musaraignes comme la musaraigne cinereus, la musaraigne à longue queue et la musaraigne d'Amérique sont répandues en Nouvelle-Angleterre, tandis que la petite musaraigne d'Amérique et la musaraigne du sud-est sont communes dans les États du sud-est. La musaraigne pygmée américaine, la musaraigne fumée et la musaraigne nordique se trouvent des Appalaches à la Nouvelle-Angleterre. La taupe à nez étoilé vit dans tout l'est des États-Unis, tandis que la taupe à queue velue est plus commune des Appalaches à la Nouvelle-Angleterre dans le nord. 
Les lièvres sont également abondants: le lièvre d'Amérique est réparti des Appalaches jusqu'à la Nouvelle-Angleterre, le lapin des Appalaches ne se trouve que dans les Appalaches, le lapin de Nouvelle-Angleterre seulement en Nouvelle-Angleterre, tandis que le lapin à queue blanche est répandu dans tout l'Est. Alors que la souris à pattes blanches et le rat musqué sont communs dans tout l'est, à l'exception de la Floride, le campagnol des prés se trouve des Appalaches à la Nouvelle-Angleterre et le campagnol à dos rouge du sud est localisé en Nouvelle-Angleterre,. 

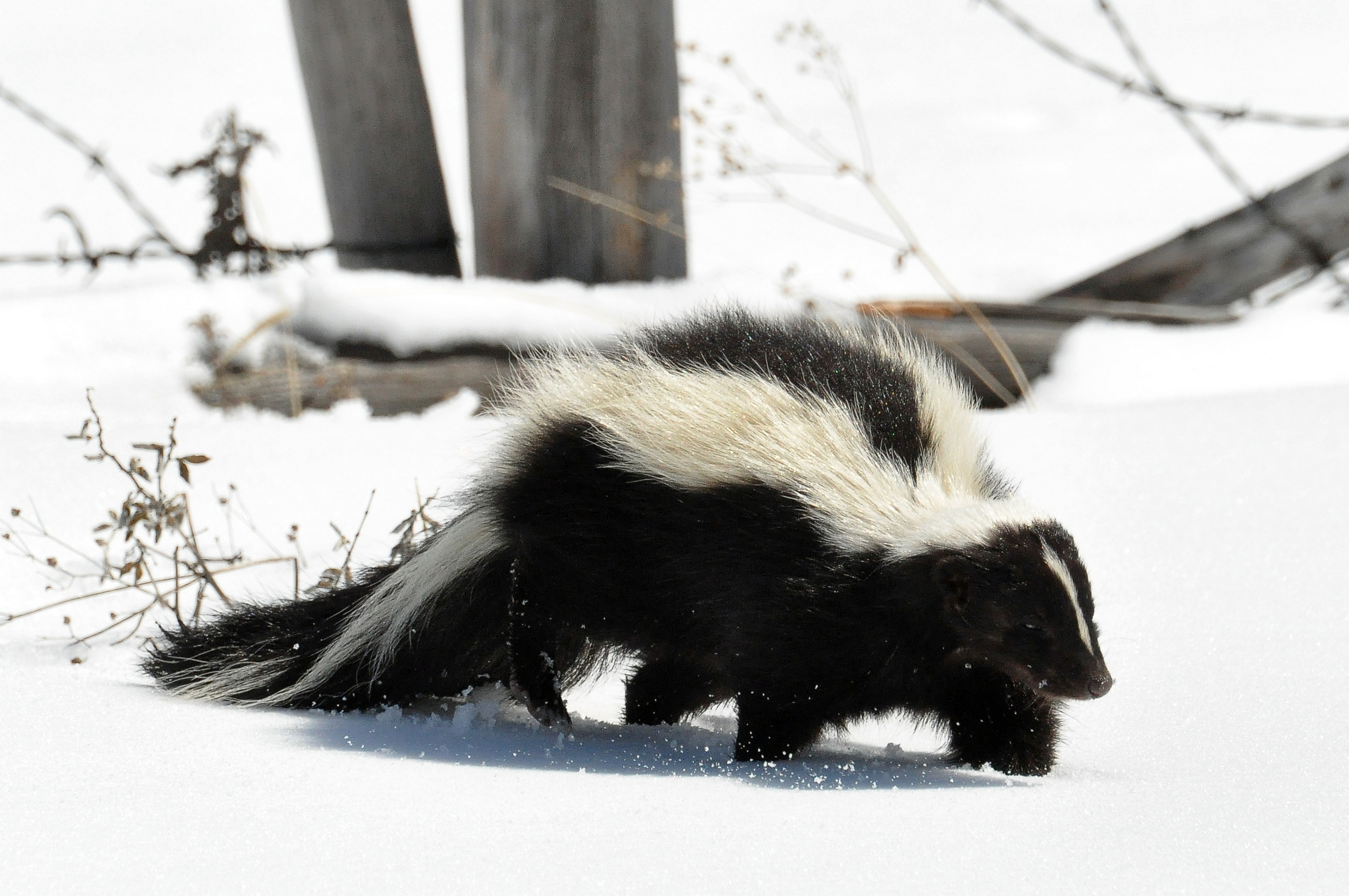
La moufette rayée vit dans tout le continent américain.

Le rat brun et la souris domestique ont tous deux été introduits et leur aire de répartition couvre l'ensemble de l'est des États-Unis. La martre et l'hermine se rencontrent dans le nord-est. Le tamia rayé, l'écureuil renard, l'écureuil gris de l'est et la marmotte commune se trouvent dans toute la région, tandis que l'écureuil volant du sud et l'écureuil volant du nord sont plus communs dans le sud-est, l'écureuil roux américain est lui plus fréquent dans le nord-est. La belette est originaire des Appalaches,. 
Le sanglier est l'ancêtre sauvage du porc domestique et s'est propagé dans une grande partie de la région du sud-est en tant qu'espèce envahissante. Le lynx du Canada est répandu dans certaines parties de la Nouvelle-Angleterre. Les espèces de chauves-souris trouvées dans tout l'est comprennent la pipistrelle orientale, la chauve-souris argentée, la chauve-souris rouge orientale, la chauve-souris cendrée, la sérotine brune, la petite chauve-souris brune, le vespertilion nordique et, dans la plupart des régions, le myotis oriental à petits pieds, le myotis gris et la chauve-souris de l'Indiana,. 
Le loup gris parcourait autrefois l'est des États-Unis, mais est maintenant éteint dans cette région. Le puma de l'est également était autrefois aussi répandu que le puma dans les parties occidentales du pays, mais a été jugé éteint par le US Fish and Wildlife Service en 2011. Le wapiti de l'Est vivait autrefois dans tout l'est, mais a disparu au XIXe siècle et a été déclaré éteint par le US Fish and Wildlife Service en 1880. L'élan a également fréquenté autrefois l'est du pays, mais on ne le trouve actuellement que dans le nord de la Nouvelle-Angleterre. En raison de sa fourrure très prisée, le vison de mer a été chassé jusqu'à son extinction en 1903. 

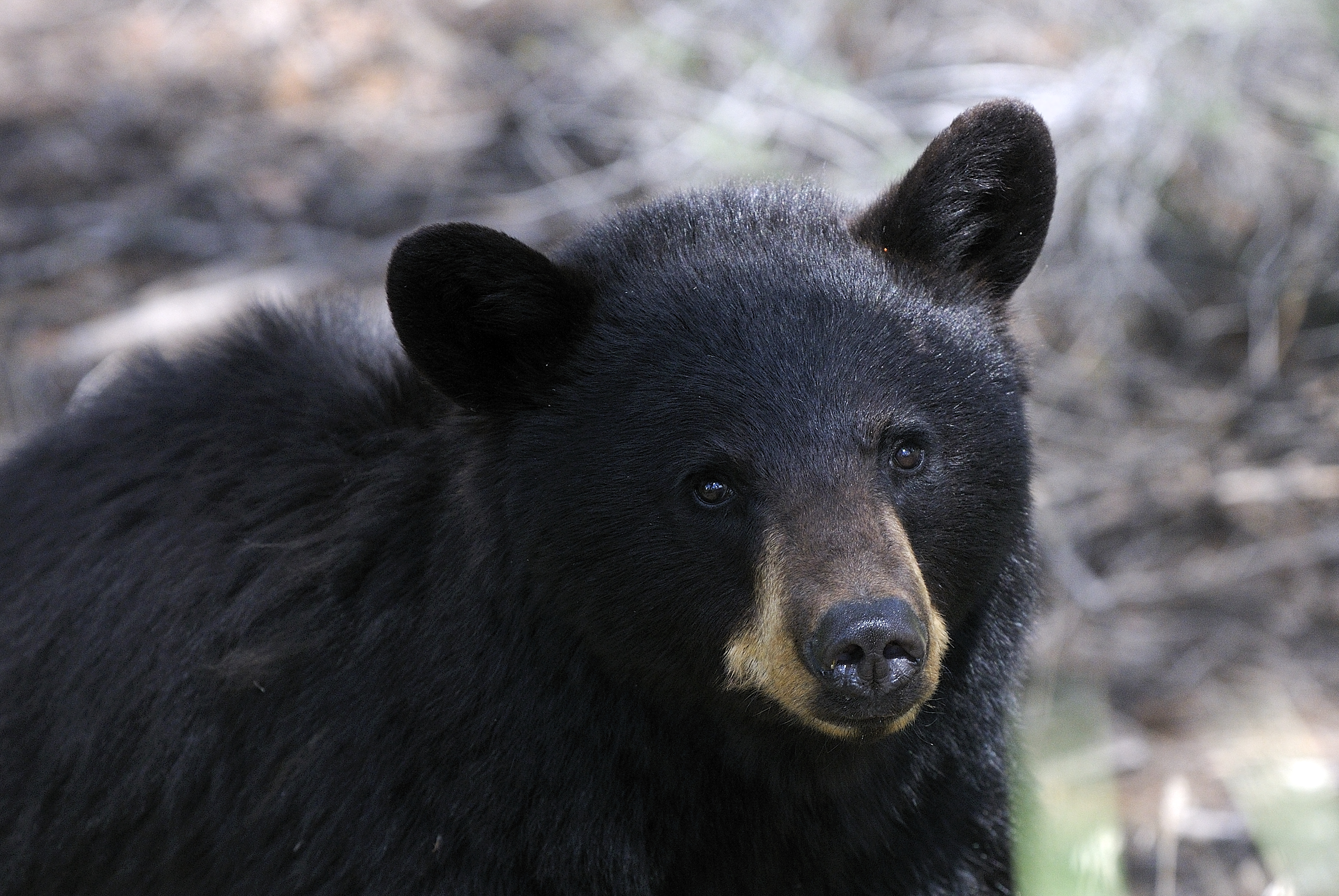
L'ours noir américain est présent dans la plupart des États.

### Reptiles
L'alligator américain vit dans tous les États côtiers entre la Caroline du Nord et le Texas. Les espèces de serpents présentes dans une grande partie de l'est des États-Unis sont la couleuvre agile, la couleuvre brune, la couleuvre à collier américaine, l'hétérodon, le serpent à sonnettes des bois, le serpent à nez de porc oriental, le serpent de lait, la couleuvre d'eau du Nord, le serpent-rat occidental, le serpent à ventre rouge du Nord, le serpent d'eau à ventre plat, le serpent d'eau des Midlands, le lampropeltis royal, le lampropeltis commun, la couleuvre royale, le serpent terrestre lisse, le serpent ruban et le serpent jarretière. Les serpents rencontrés principalement dans le nord-est sont la couleuvre verte lisse, le serpent ruban nordique et le serpent vert occidental. 
Les serpents limités au sud-est comprennent la couleuvre couronnée du sud-est, le serpent des pins, le serpent à sonnettes oriental, le serpent corail, le serpent à sonnettes pygmée, le mocassin cuivré, le mocassin d'eau, le serpent corail oriental, le serpent indigo oriental, l'hétérodon du sud, la colubre, le serpent d'eau bagué, le serpent d'eau brun, le serpent d'eau vert, le serpent des marais, le serpent taupe, le serpent des bois, le serpent écrevisse rayé, le serpent à queue courte, le serpent des marais, le serpent couronne, le serpent de terre rugueuse, le serpent vert rugueux, le serpent rat occidental, le mocassin anguille, et les serpents des blés. Le lézard scélopore est commun dans tout l'est des États-Unis, à l'exception de New York et de la Nouvelle-Angleterre. 
Plusieurs tortues marines vivent le long de la côte atlantique, comme la tortue imbriquée, la tortue de mer de Kemp et la tortue caouanne. La tortue verte et la tortue luth sont des espèces plus communes le long de la côte sud-est. Les tortues terrestres que l'on trouve dans la plupart des États de l'Est sont la tortue serpentine, la tortue peinte, la tortue ponctuée, la tortue à dos diamant, la tortue molle à épines, la tortue de boue orientale, la tortue à ventre rouge du Nord, la tortue musquée, la tortue-boîte, et la tortue de Floride. Les espèces du nord-est comprennent la tortue mouchetée, la tortue des bois et la tortue des tourbières, celles communes dans le sud-est sont la tortue gophère, l'émyde de l'étang, la tortue Escambia, la tortue de Barbour, la tortue fluviale orientale, la tortue de boue rayée, la tortue musquée caouanne, et la tortue à carapace molle de Floride. La tortue à carapace molle se trouve par exemple dans la rivière Ohio et la rivière Allegheny en Pennsylvanie.

### Vie marine
Le phoque commun est l'espèce de phoque la plus répandue et se trouve le long de la côte est, tandis que le phoque à capuchon, le phoque barbu, le phoque gris, le phoque annelé et le phoque du Groenland se trouvent dans le nord-ouest. Les baleines sont communes le long de la côte atlantique. Les espèces de baleines présentes sur tout le littoral comprennent le rorqual à bec de Gervais, le petit rorqual commun, le rorqual commun, le rorqual boréal, la baleine bleue, la baleine à bosse, le cachalot, le cachalot nain, le cachalot pygmée, l'orque, la baleine de Cuvier, la baleine à bec de True, et la baleine à bec de Blainville,. 
La baleine à bec commune et la baleine globicéphale sont également communes le long de la côte de la Nouvelle-Angleterre. Les espèces de dauphins présentes sur tout le littoral comprennent le dauphin de Risso, le dauphin commun à bec court, le dauphin rayé, le dauphin tacheté de l'Atlantique et le grand dauphin. Les espèces trouvées en Nouvelle-Angleterre comprennent le dauphin à nez blanc et le dauphin à flancs blancs de l'Atlantique, tandis que les dauphins du sud-est du littoral incluent le dauphin de Fraser, le dauphin tacheté pantropical, le dauphin clymène, le dauphin à long bec et le dauphin à bec étroit,.

## Îles hawaïennes

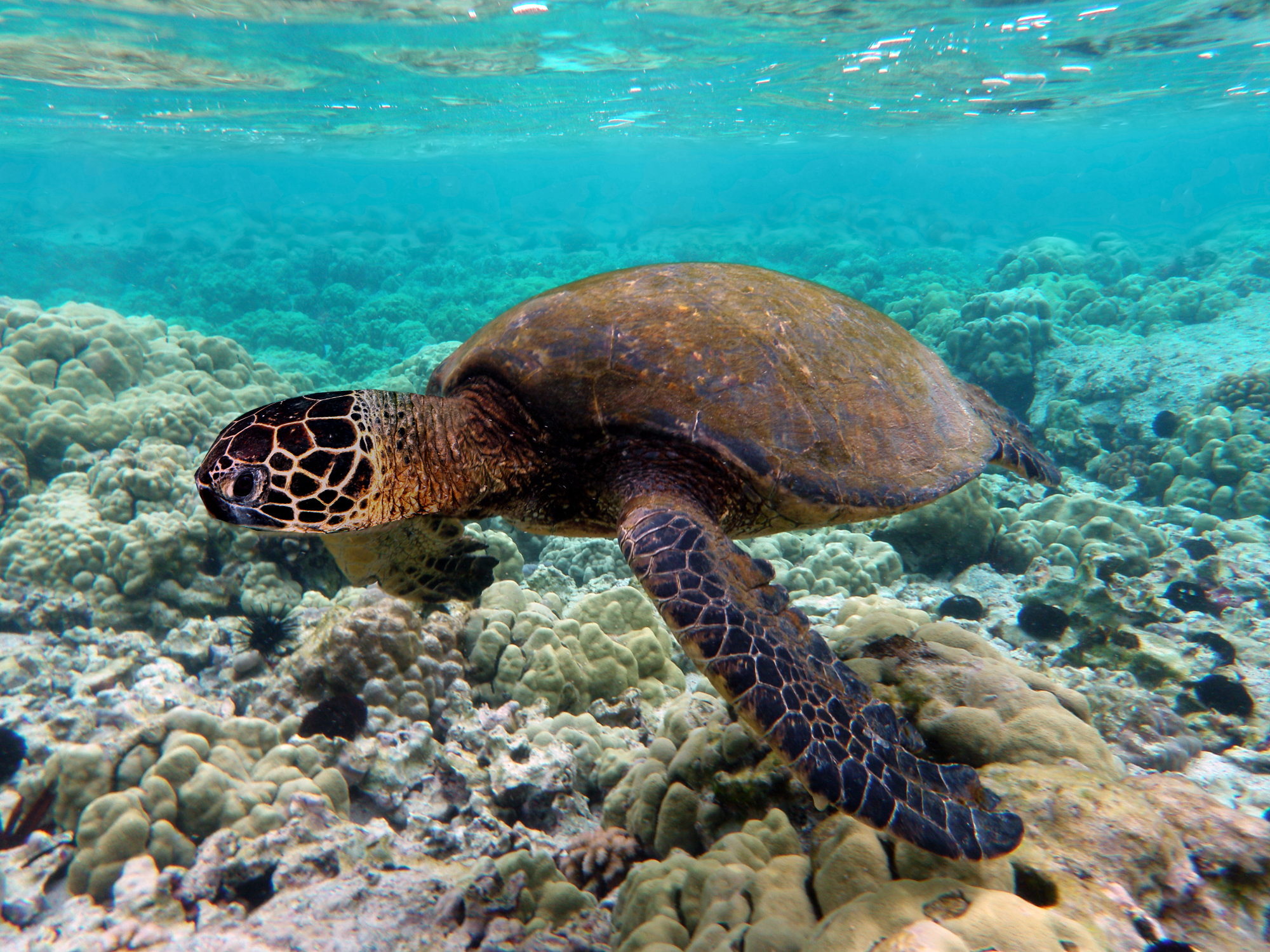
Une tortue verte (honu en hawaïen) nageant dans les récifs coralliens à Kona.

Une grande partie de la faune à Hawaï a développé des adaptations spéciales à leur environnement et a évolué en de nouvelles espèces. Aujourd'hui, près de 90% de la faune d'Hawaï est endémique, ce qui signifie qu'elle n'existe nulle part ailleurs sur Terre. Kauai abrite le plus grand nombre d'oiseaux tropicaux, car c'est la seule île exempte de mangoustes. La petite mangouste asiatique est répandue dans tout l'archipel, sauf sur les îles de Lanai et Kauai. 
Les oiseaux célèbres incluent l'Iiwi rouge, le pétrel des Hawai, la bernache néné, le nukupu'u, le Kauaʻi ʻamakihi et l'ʻōʻū. La chauve-souris cendrée se trouve dans le parc d'État de Koke'e à Kauai, des chevaux sauvages vivent dans la vallée de Waipio, des bovins sauvages près du Mauna Kea et quelques wallabies pétrogales australiens vivent près de la vallée de Kalihi à Oʻahu depuis l'évasion de plusieurs spécimen d'un zoo. Le phoque moine hawaïen, les chèvres sauvages, les moutons et les porcs vivent dans la plupart de l'archipel. 
À Hawaï, trois espèces de tortues marines sont considérées comme indigènes: honu, honu'ea et la tortue luth. Deux autres espèces, la tortue caouanne et la tortue olivâtre, sont parfois observées dans les eaux hawaïennes. La tortue verte hawaïenne est la tortue de mer la plus commune dans les eaux hawaïennes. La vie marine se compose également de plus de quarante espèces de requins et le dauphin à long bec hawaïen est très répandu. Les récifs coralliens d'Hawaï abritent plus de 5 000 espèces, dont 25% ne se trouvent nulle part ailleurs dans le monde. 

## Alaska

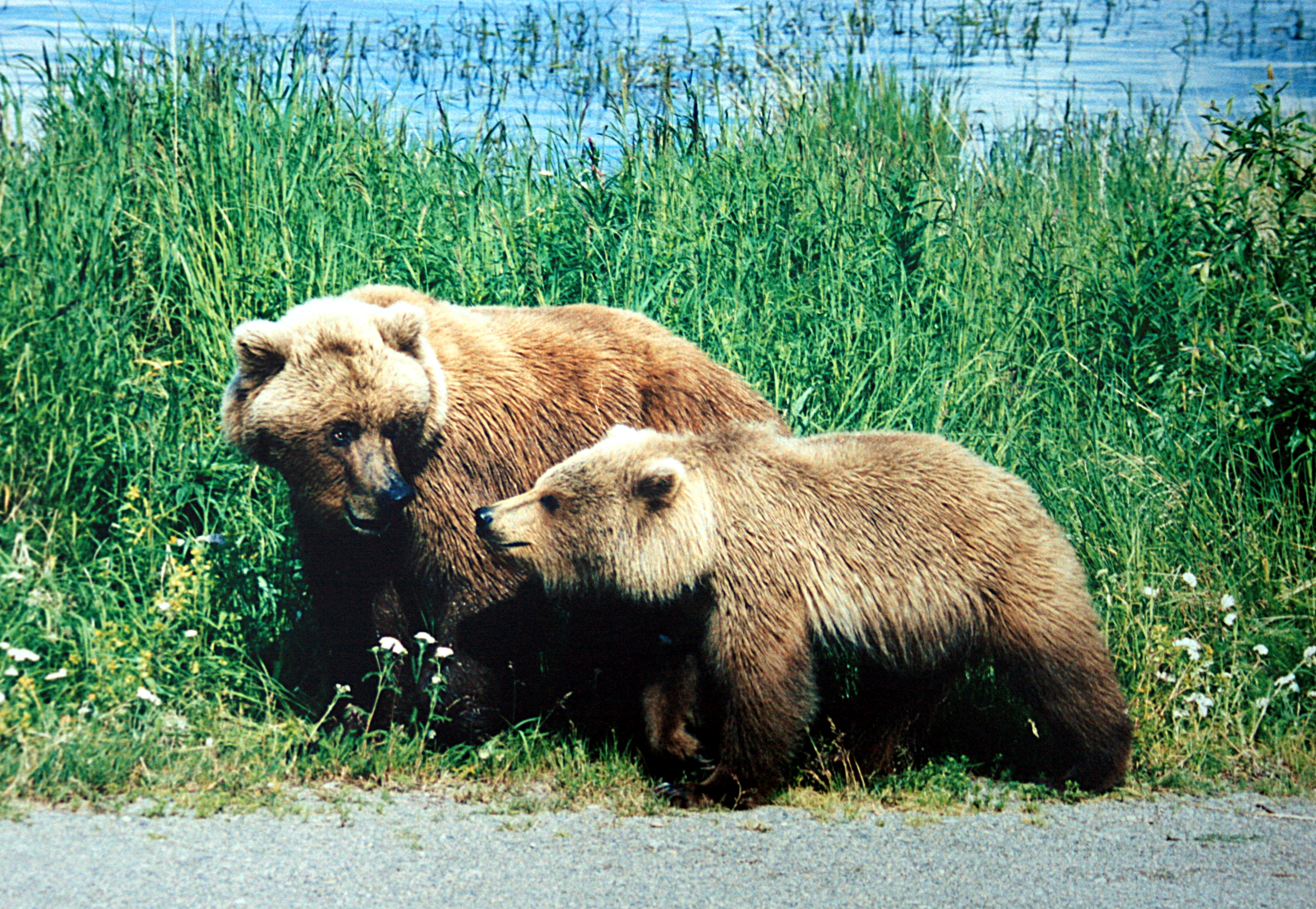
Les grizzlis se trouvent partout en Alaska, dans certaines parties du Montana et à la frontière canado-américaine en Idaho. On les trouve également dans le parc national de Yellowstone.

La faune de l'Alaska est abondante et extrêmement diversifiée. Elle constitue la plus grande réserve d'animaux du pays, abritant par exemple les deux plus grands carnivores terrestres : l'ours polaire et l'ours kodiak. Les spécialistes estiment à un millier le nombre d'espèces animales en Alaska dont 115 de mammifères et 400 d'oiseaux. Les animaux emblématiques de l'État pour les safaris photographiques ou de chasse sont appelés les « Big Five » par les autorités touristiques : cette catégorie comprend le grizzli et/ou l'ours kodiak habitant l'île Kodiak, le caribou (près d'un million), l'élan (150 000 têtes, population en progression), le loup (7000 à 9000) et le mouflon de Dall. De nombreux autres mammifères, adaptés aux conditions naturelles difficiles, vivent aussi en Alaska : lynx, glouton, renard roux, lemming, castor, lièvre arctique, chèvre des montagnes Rocheuses, renard arctique, loup arctique, martre, loutre. Le bœuf musqué, exterminé au XIXe siècle, a été réintroduit en 1930 sur l'île Nunivak : 34 animaux ont été lâchés, ils sont 600 aujourd'hui sur l'île, et 2400 dans toute l'Alaska. L'ours blanc chasse au nord de la région sur les côtes arctiques: un quart des 20 à 25 000 ours polaires du monde vivent en Alaska. On dénombre 30 000 à 40 000 ours bruns (98% du total du pays) dont 3 000 se concentrent dans l'archipel Kodiak. Enfin, l'ours noir compte environ 100 000 individus sur le territoire alaskien,. Une vingtaine de bisons ont été introduits du Montana en 1928, ils sont aujourd'hui plus de 900 dans l'État,.    
L'Alaska compte également plus de 430 espèces d'oiseaux et la plus grande population de pygargues à tête blanche de la nation (80% du total). Parmi les autres espèces emblématiques, le lagopède des saules (sorte de perdrix des neiges), la chouette harfang, la chouette lapone, l'aigle royal, le faucon gerfaut, le balbuzard pêcheur, l'oie des neiges, l'oie empereur, le cygne de Bewick, le cygne trompette, la bernache du Canada, la sterne arctique, le macareux ou encore la grue du Canada.  
Les poissons comprennent la truite arc-en-ciel et le brochet nordique. Mais c'est le saumon qui reste l'espèce emblématique d'Alaska, servant notamment de nourriture aux grizzlis, en particulier le saumon rouge, le plus riche. Il en existe quatre autres variétés ici : le saumon sockeye, le saumon rose, le saumon coho, le saumon chien et le saumon royal . 
La faune marine est particulièrement riche. L'orque est certainement le plus emblématique des mammifères marins d'Alaska. Elle vit tout autour de l'État, de la mer de Béring jusqu'au sud-est, et on en compte quelque 750 individus. La baleine à bosse remonte en Alaska l'été (650 individus). La baleine grise et la baleine blanche fréquentent également la mer de Béring. Le morse vit surtout autour de la mer de Béring, où on en compte près de 20 000. On trouve également des phoques, lions de mer, éléphants de mer du Nord, veaux marins, otaries à fourrure du Nord, otaries de Steller et des loutres de mer. La tortue-luth, la plus grande tortue du monde, fréquente les eaux côtières. 

### Îles Aléoutiennes
Les îles Aléoutiennes, archipel situé au large de l'Alaska, abritent une abondance de grandes colonies d'oiseaux : plus de 240 espèces d'oiseaux y vivent. De grandes colonies d'oiseaux de mer sont présentes sur des îles comme l'île Buldir, qui compte 21 espèces d'oiseaux de mer reproductrices, dont la mouette des brumes à pattes rouges endémique de la mer de Béring. De grandes colonies d'oiseaux de mer sont également présentes sur l'île Kiska, l'île Gareloi, l'île Semisopochnoi, l'île Bogoslof et plusieurs autres. 
Les îles sont également fréquentées par des oiseaux asiatiques voyageurs, notamment le roselin commun, le rossignol calliope sibérien, le gorgebleue, la fauvette lancéolée et le premier signalement nord-américain de l'aigrette intermédiaire. Les autres animaux de la chaîne des Aléoutiennes comprennent le renard arctique, le vison d'Amérique, le caribou de la Porcupine, la loutre de mer du Nord, le macareux cornu, le macareux huppé, l'otarie de Steller, le phoque tacheté, le phoque annelé, l'otarie à fourrure du Nord et bien d'autres.

## Territoires

### Samoa américaines

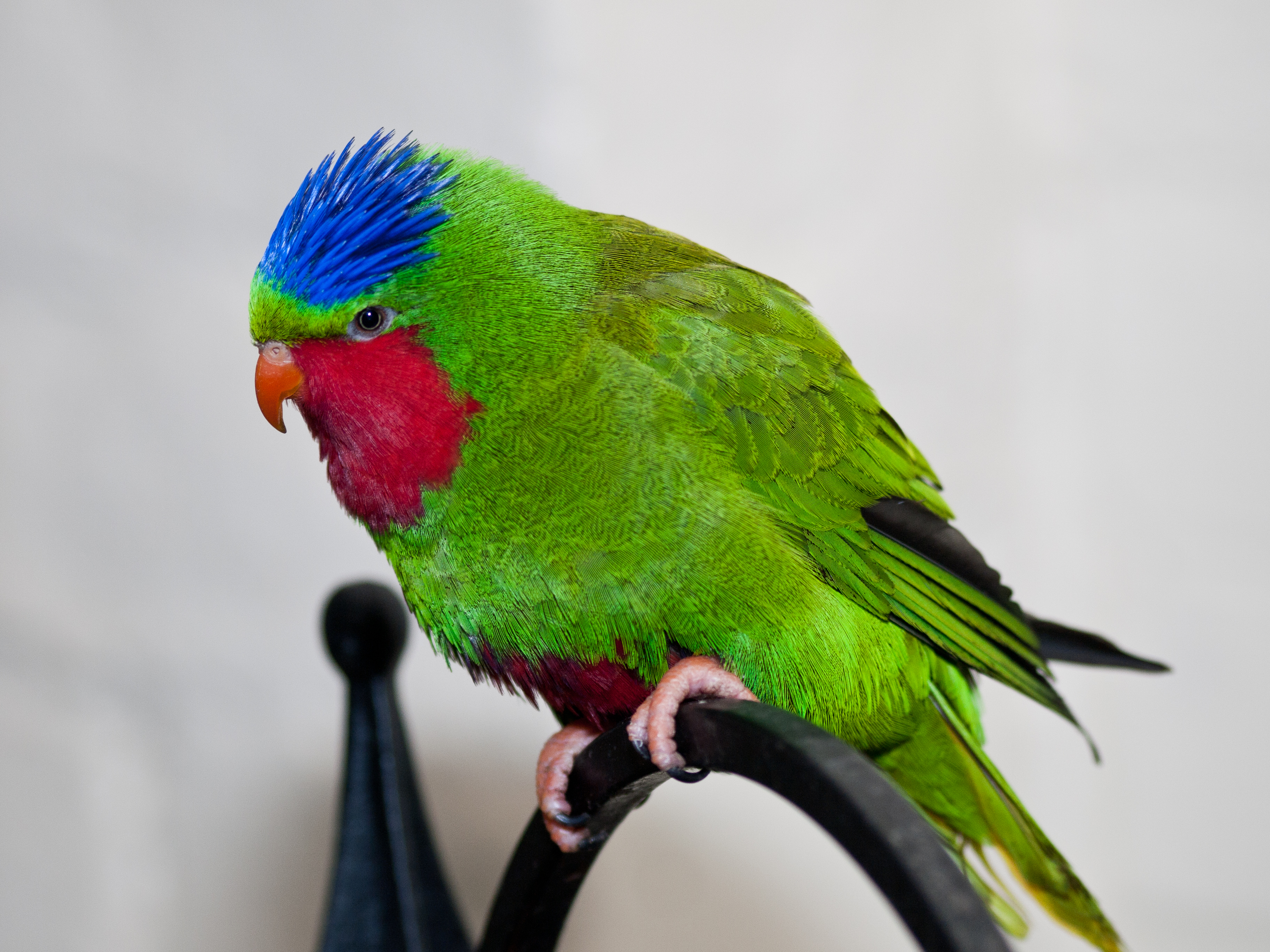
Le loriquet à couronne bleue est un perroquet que l'on trouve dans toutes les îles Samoa.

En raison de son éloignement, la diversité des espèces terrestres est faible. L'archipel a une grande variété d'animaux et plus de 3 600 hectares sont un parc national: le parc national des Samoa américaines. Le parc s'étend sur trois des six îles de l'archipel: Tutuila, Ofu-Olosega et Ta'ū. Huit espèces de mammifères ont été recensées aux Samoa américaines, dont aucune n'est en danger critique d'extinction. 
Les mammifères comprennent plusieurs espèces de chauves-souris indigènes, dont le renard volant des Samoa et la roussette du Pacifique. L'avifaune comprend 65 espèces d'oiseaux dont les plus distinctifs les plus inhabituels sont le loriquet à couronne bleue, la marouette immaculée, la ptilope de La Pérouse, le méliphage caronculé, les pigeons tropicaux, l'étourneau samoan, la sterne blanche, le noddi noir et le phaéton à brins rouges. 
Il existe de nombreux reptiles dans les îles, dont cinq espèces de geckos, huit espèces de scinques et deux espèces de serpents: le boa du Pacifique et la couleuvre obscure australasienne. La vie marine est concentrée autour des récifs coralliens colorés. La mer des Samoas abrite des tortues marines comme la tortue imbriquée, la tortue olivâtre, la tortue luth et la tortue verte. Cinq espèces de dauphins vivent dans la région: le dauphin à long bec, le dauphin à bec étroit, le dauphin tursiops, le dauphin tacheté pantropical et le dauphin bleu et blanc.  

### Guam
Peu de temps après la Seconde Guerre mondiale, le serpent brun a été introduit sur l'île de Guam et a provoqué l'extinction d'une grande partie de la faune endémique. En raison de l'abondance de proies et du manque de prédateurs, la population de la couleuvre brune a explosé et a atteint près de 13 000 serpents par mile carré au plus. Dix des douze espèces d'oiseaux endémiques, dix lézards et deux chauves-souris ont tous disparu à la suite de l'introduction du serpent brun. Ces dernières années, le gouvernement américain a fait beaucoup pour réduire le nombre de serpents bruns sur l'île. Par exemple, en 2013, un programme d'un million de dollars du US Fish and Wildlife Service a introduit sur l'île plus de 2000 souris remplies de poison. En 2013, plus de deux millions de serpents bruns étaient estimés sur l'île. Les autres espèces introduites sont le cerf des Philippines, le buffle d'eau asiatique, le crapaud marin et l'escargot géant d'Afrique. Plusieurs espèces indigènes de scinques, de geckos et de lézards moniteurs se trouvent encore sur l'île. 

### Îles Mariannes du Nord
Les îles Mariannes du Nord abritent 40 espèces d'oiseaux indigènes et introduites. Parmi les oiseaux endémiques, la colombe ptilope des Mariannes, la fuligule à collier de Guam, le zostérops de Rota, le monarque de Tinian, le zostérops bridé et le zostérops doré. D'autres espèces communes, mais introduites, comprennent le martin-pêcheur à collier blanc, le rhipidure roux, la sterne néréris et le martinet salangane de Vanikoro. La chauve-souris des Mariannes est endémique à la fois à Guam et aux îles Mariannes du Nord. Le cerf sambar est le plus grand mammifère et vit sur plusieurs des îles. Le varan moniteur, mesurant jusqu'à 1 mètre de long, est également présent sur l'île de Rota. Les océans abritent plus d'un millier d'espèces marines notamment les crabes de cocotier, le coryphène mahi-mahi, le barracuda, le tridacna, le marlin et le thon. 

### Porto Rico

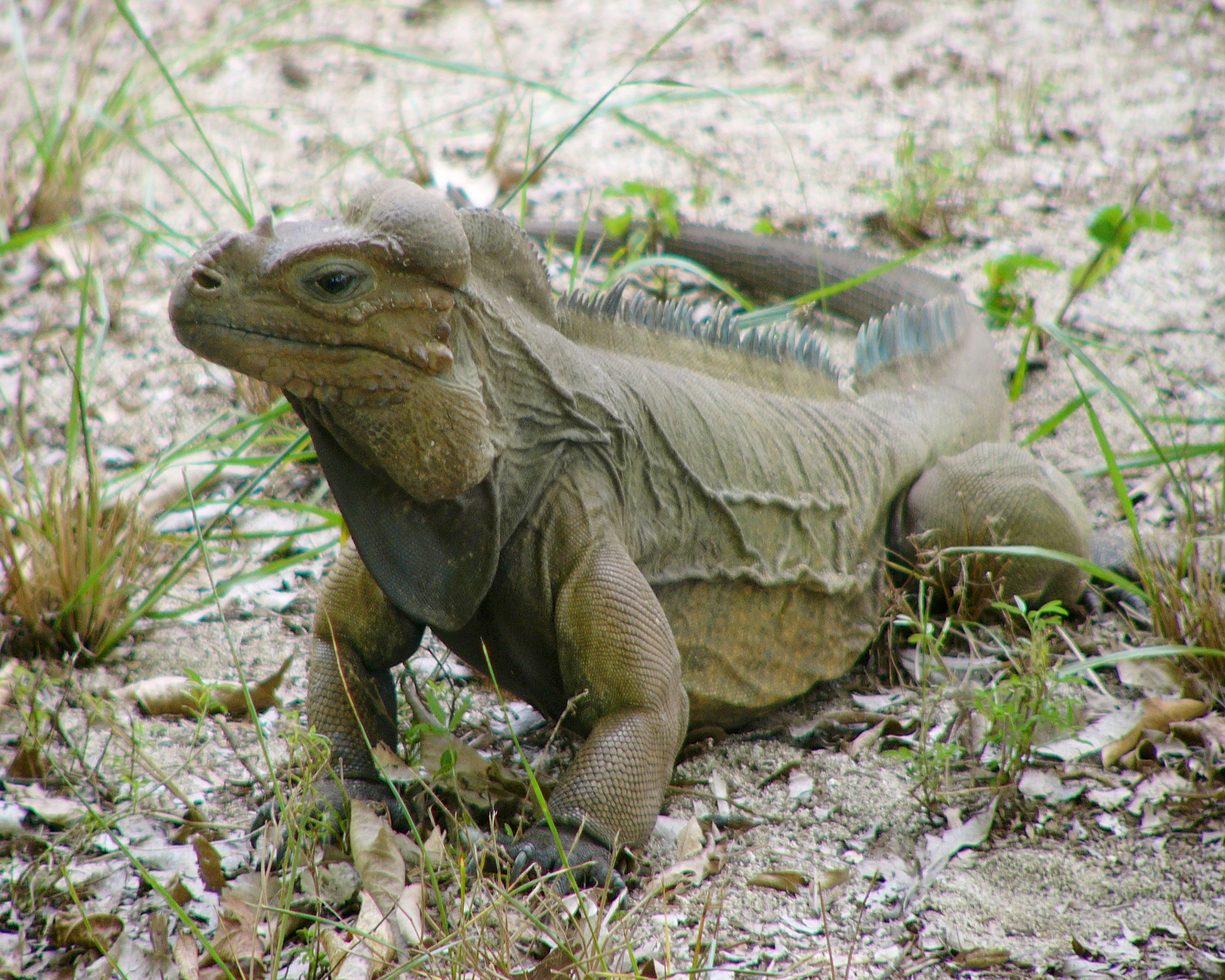
L'iguane terrestre de Mona est le plus grand lézard terrestre indigène de Porto Rico et est une espèce en voie de disparition.

Porto Rico compte 349 espèces d'oiseaux, 83 mammifères, 25 amphibiens, 61 reptiles et 677 espèces de poissons. Les oiseaux que l'on ne trouve nulle part ailleurs sur Terre comprennent, par exemple, le hibou petit-duc de Porto Rico, le pic portoricain, le todier portoricain, le mango vert, l'émeraude portoricaine, le coucou lézard portoricain, l'engoulevent de Porto Rico et bien d'autres encore. Tous les 13 mammifères terrestres endémiques actuels sont des chauves-souris, qui comprennent par exemple le grand noctilion, la chauve-souris à face de fantôme et la chauve-souris moustachue de Parnell. Les mammifères indigènes disparus comprennent la hutie géante à dents plates et le rat des cavernes portoricain. Les reptiles uniques à Porto Rico comprennent le boa portoricain, la couleuvre obscure guanica, l'iguane de l'île Mona, le lézard amphisbène portoricain et le gecko nain de Nichols. Les amphibiens originaires de l'île comprennent le crapaud à crête portoricain, la coqui commune, la coqui criquet, la coqui ridée, la coqui forestière, la coqui elfe et la coqui bronze. Les poissons endémiques comprennent l'anguille-serpent de Porto Rico et la coralbrotula de Porto Rico. 

### Les Iles Vierges américaines
Le parc national des Îles Vierges couvre environ 60% de l'île Saint-John et la quasi-totalité de l'île Hassel. Le parc national compte plus de 140 espèces d'oiseaux, 302 espèces de poissons, 7 espèces d'amphibiens et 22 espèces de mammifères. Les îles Vierges tropicales abritent une grande variété d'animaux sauvages, dont de nombreuses espèces uniques endémiques de l'archipel. Il existe trois espèces de tortues marines qui habitent les eaux locales et utilisent les plages pour la nidification: la tortue verte, la tortue imbriquée et la tortue luth. Plusieurs espèces de requins, lamantins et dauphins parcourent les mers. 

## Espèces nuisibles
Le moustique tigre fut introduit pour la première fois aux États-Unis en 1985 (Texas). C'est un vecteur de maladies important pour l'Homme.
L'abeille africanisée, introduite au Brésil en 1956, a atteint le Texas en 1990 et s'est répandue depuis dans plusieurs États américains. Elle peut chasser les colonies d’abeilles italiennes établies.
La moule zébrée, découverte en 1988 dans le lac Sainte-Claire, près de Détroit, est originaire de la Mer Caspienne, en Asie. Elle s'est rapidement propagée dans le réseau fluvial du centre des Etats-Unis et est devenue un parasite, obstruant les prises d'eau des municipalités, des centrales électriques et d'autres installations industrielles, et modifiant l'eau qu'elle clarifie et les communautés d'organisme qui s'y trouvent.
Entre 1996 et 2006, le python birman a gagné en popularité dans le commerce des animaux de compagnie, avec plus de 90 000 serpents importés aux États-Unis. Relâchés dans la nature, le nombre actuel de pythons birmans dans les Everglades de Floride a considérablement augmenté et est devenu un danger pour de nombreuses espèces. Il est classé comme espèce envahissante.

### Remarques
1. ↑  This list is derived from the IUCN Red List which lists species of mammals and includes those mammals that have recently been classified as extinct (since 1500 AD). The taxonomy and naming of the individual species is based on those used in existing Wikipedia articles as of 21 May 2007 and supplemented by the common names and taxonomy from the IUCN, Smithsonian Institution, or University of Michigan where no Wikipedia article was available.